# Irene Lisboa
Irene do Céu Vieira Lisboa (Vila Franca de Xira, 25 dicembre 1892 – Lisbona, 25 novembre 1958) è stata una scrittrice, poetessa e pedagogista portoghese.

## Biografia
Irene Lisboa nacque il giorno di Natale del 1892 nella tenuta di famiglia, Casal da Muzinheira, nei pressi di Vila Franca de Xira. Figlia illegittima di Luís Emílio Vieira Lisboa e della serva Maria Joaquina, fu battezzata solo nel 1898. Dopo aver insegnato all'Escola Normal Primeira de Lisboa tra il 1910 e il 1914, lavorò come insegnante in una scuola a Beato. La vittoria di una borsa di studio (1929-1934) dell'Instituto Nacional de Educação le permise di proseguire con gli studi di pedagogia in Belgio, Francia e Svizzera, dove si formò con Édouard Claparède a Ginevra. Di ritorno in patria, dal 1932 lavorò come ispettrice scolastica, prima di essere assunta dall'Instituto para a Alta Cultura. La sua linea pedagogica innovativa finì per portarla in contrasto con la direzione e nel 1940 scelse il pensionamento anticipato per dedicarsi interamente alla scrittura.
Scrittrice modernista ed esponente del Saudosismo, fu autrice di innumerevoli saggi e articoli di pedagogia, ma anche di tre raccolte di racconti per bambini, tre diari, una silloge e tre romanzi, editi tra il 1940 e il 1958. Apprezzata per la vivida fantasia e le capacità descrittive, si impegnò contro l'isolamento e la chiusura degli ambienti provinciali. La sua scrittura è stata paragonata a quella di Katherine Mansfield e Virginia Woolf. Per sfuggire alla censura dell'Estado Novo pubblicò quasi sempre sotto pseudonimo ("João Falco", "Manuel Soares" e "Maria Moira").
Morì a Lisbona nel 1958, un mese prima del suo sessantaseiesimo compleanno.

## Opere (parziale)
- 13 contarelos (1926)
- Começa uma vida (1940)
- Esta cidade! (1942)
- Apontamentos (1943)
- Uma mão cheia de nada, outra de coisa nenhuma (1955)
- O pouco e o muito (1956)
- Crónicas da serra (1958)
- Título qualquer serve (1958)
- Solidão (1964)